# Hosam Aiesh
 (décembre 2017).
 (décembre 2017).
Hosam Aiesh, né le 14 avril 1995, est un footballeur international syrien. Il évolue au poste  d'ailier droit avec le club du FC Séoul.

## Biographie
Aiesh grandit à Göteborg et joue pour les jeunes d'Azalea BK et du BK Häcken.
C'est avec le BK Häcken qu'il fait sa première apparition en première division, le 24 mai 2014 sur le terrain de Falkenbergs FF. Durant la seconde moitié de la saison, il est prêté au Varbergs BoIS. 
Aiesh est transféré à l'Östersunds FK à partir de la saison 2015 et participe à la montée du club en première division.  
Cependant, l'Östersunds FK commence le championnat sans Aiesh, retourné en prêt au Varbergs BoIS. Pour le joueur, c'est le deuxième prêt au Varbergs BoIS, un an et demi après son dernier prêt au sein ce club.
En mai 2017, lui et le club se qualifient pour la finale de la Coupe de Suède qu'ils remporteront.
Grâce à cette victoire, il effectue lors de cette même année ses débuts en Ligue Europa.

## Palmarès
- Vainqueur de la Coupe de Suède en 2017 avec l'Östersunds FK